# Lonicera subaequalis
Lonicera subaequalis är en kaprifolväxtart som beskrevs av Alfred Rehder. Lonicera subaequalis ingår i släktet tryar, och familjen kaprifolväxter. Inga underarter finns listade i Catalogue of Life.